# إيف فورست
إيف فورست هو محامي وسياسي كندي، ولد في 25 يونيو 1921 في شيربروك في كندا. حزبياً، نشط في الحزب الليبرالي الكندي. وقد انتخب عضو مجلس العموم الكندي.